# 強制採尿
強制採尿（きょうせいさいにょう）とは、刑事事件において被疑者が捜査の過程で自分の尿を提出しない場合、医学的手段を用いて尿を採取すること。

## 概要
薬物四法による薬物取締りの際に問題となる。ドラッグは一定の間尿に溜まるため、ドラッグを使用した疑いのある者には尿検査が必要となるが、採尿を拒否された場合、医師の手により尿道にカテーテルを挿入して尿を採取する手段が必要となる。
しかし、このような捜査方法は個人の尊厳の冒涜に該当しかねず、また用いるべき令状は身体検査令状と鑑定処分許可状のいずれになるのかが問題となっていた。最高裁判所昭和55年10月23日第一小法廷決定は、強制採尿は最終的手段として許されるとし、令状については上記のいずれをも退け、捜索差押許可状を用いるべきであるとした。

## 強制採尿令状
上記の最高裁決定によると、尿を押収するには捜索・差押えの性質があるために捜索差押許可状が必要であるが、捜索・差押えの性質が一般の物と異なることから、令状は「身体検査令状に関する刑訴法218条5項が…準用されるべきであって、令状の記載条件として、医師をして医学的に相当と認められる方法により行わせなければならない旨の条件の記載」があることを条件とする。これを強制採尿令状という。
強制採尿令状による採尿場所への連行については、最高裁判所平成6年9月16日第三小法廷決定で、連行は合法であるとした。

## 問題点
- 昭和55年決定は、刑事訴訟法の問題点の一つを解決したということで評価する学説もある。しかし、そもそも法の予定していなかったと思われる強制採尿という強制処分を条件付の令状という異例の形で可能とする解釈については、強制処分法定主義(刑事訴訟法197条1項)の観点からの疑問も指摘されており、例えば、田宮裕らは（田宮後掲118頁、高田後掲判批など）、立法によって直接強制の手段を創設すべきであるとする。